# Camassia leichtlinii
Camassia leichtlinii là một loài thực vật có hoa trong họ Măng tây. Loài này được (Baker) S.Watson mô tả khoa học đầu tiên năm 1885.

## Hình ảnh

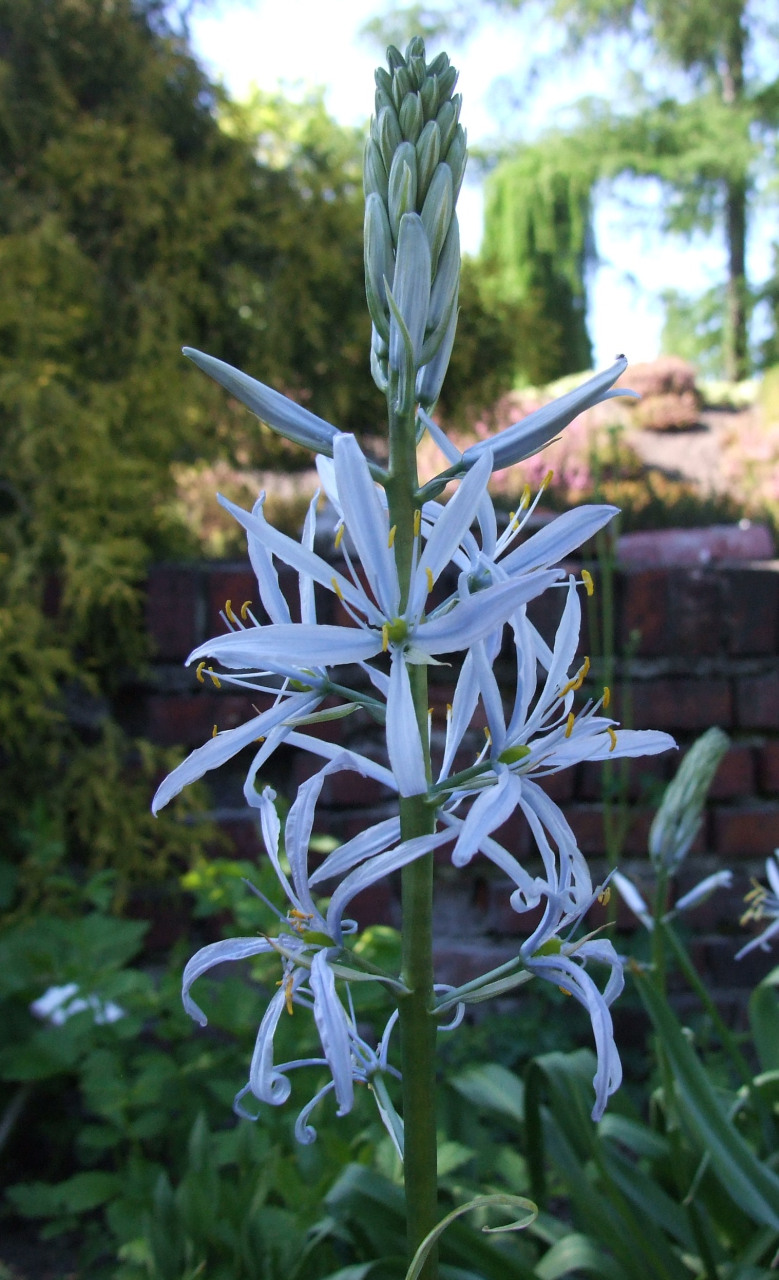
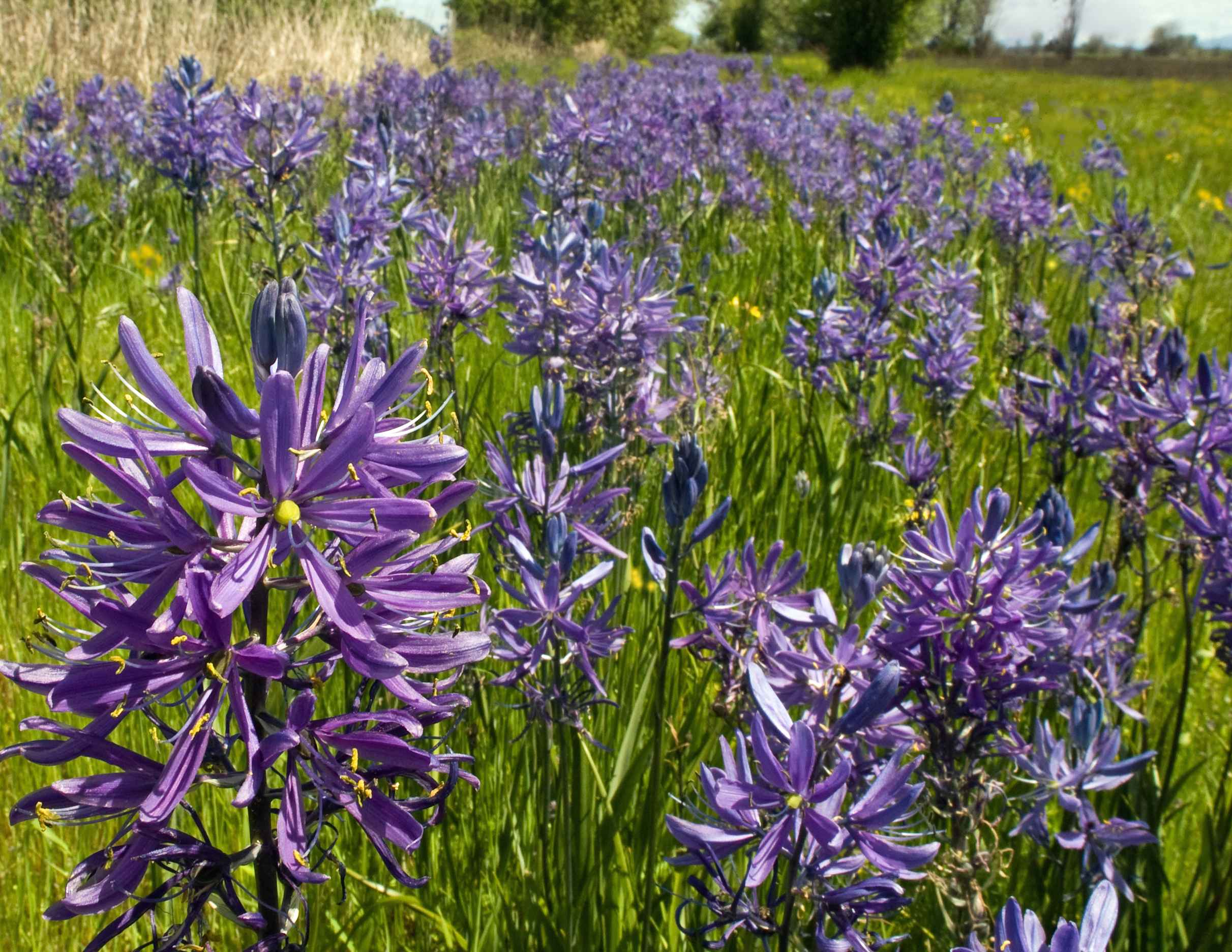
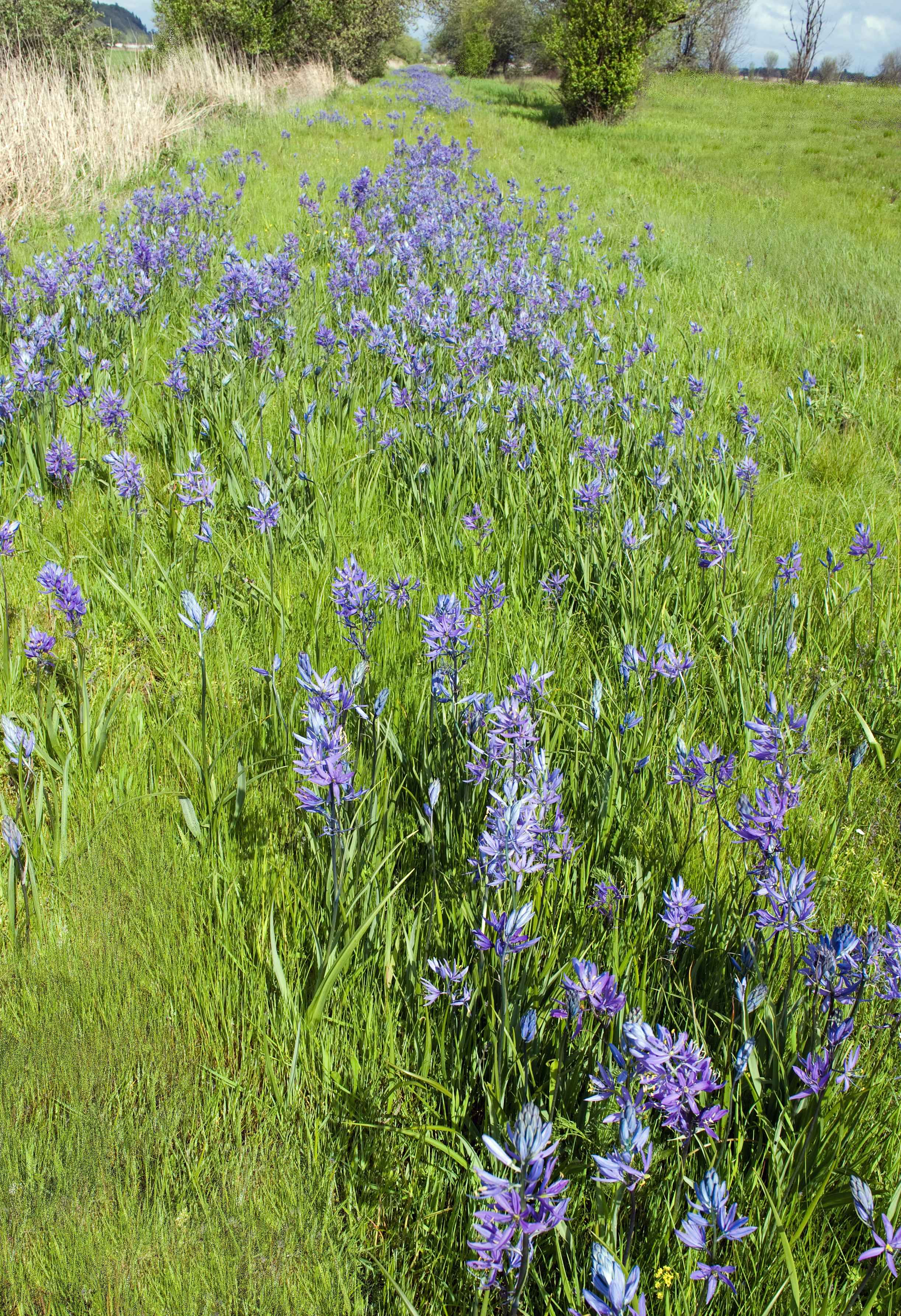
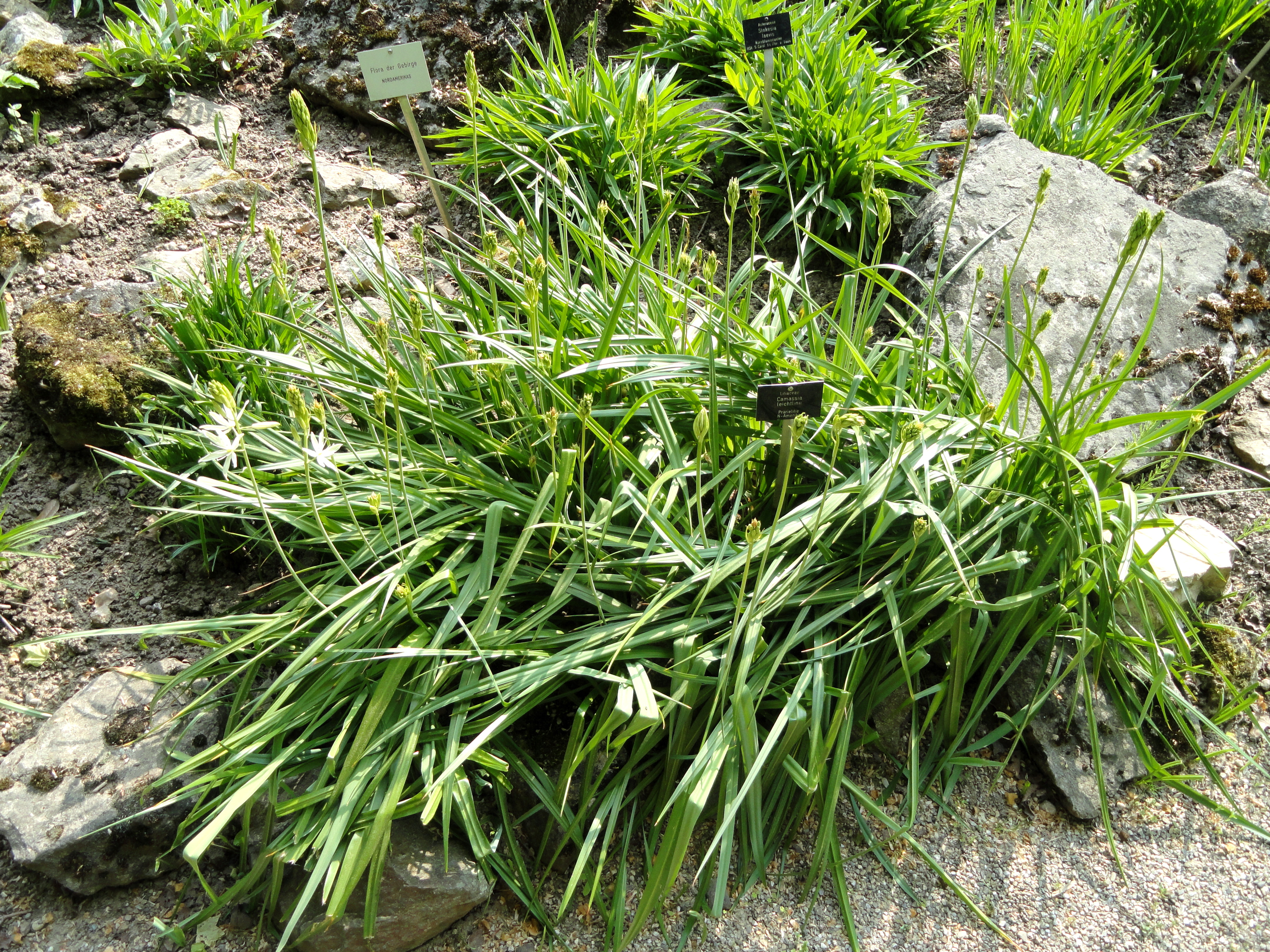